# Toto (gorila)
Toto (1931 - 1968) fue una gorila famosa por ser uno de los primeros casos conocidos en que un animal cuidaba de un ser de otra especie. 
Toto fue adoptada y criada como un humano por A. Maria Hoyt, ya que había quedado huérfana en una cacería en el África Ecuatorial Francesa en 1931. Hoyt se mudó a Cuba para proporcionarle un ambiente más tropical. Cuando contaba entre cuatro y cinco años, Toto adoptó un gatito llamado Príncipe, llevándolo consigo a todos lados.
Cuando se hizo demasiado difícil cuidar y manejar a Toto, Hoyt la vendió al Ringling Brothers and Barnum & Bailey Circus como potencial pareja para otro gorila, Gargantúa, también conocido como Buddy. Aunque Gargantua no se interesó en Toto y no tuvieron descendencia, el circo la anunciaba como Mrs. Gargantua.
En 1941, Hoyt publicó Toto and I: A Gorilla in the Family.
- Datos: Q7828369